# ژنرال ژاپنی مقیم کره
ژنرال‌های ژاپنی مقیم کره (انگلیسی: Japanese Resident-General of Korea) هنگامی که امپراتوری کره از سال ۱۹۰۵ تا ۱۹۱۰ به عنوان یک تحت‌الحمایه امپراتوری ژاپن بود، ژاپن توسط یک ژنرال کل در این کشور نماینده داشت. این پست در میان کره‌ای‌های بومی بسیار منفور بودند، و نظر بین‌الملل آن را چیزی جز فرمان امپراتوری ژاپن برای دفع منافع سلطنتی چین، روسیه و قدرت‌های غربی (در مجموع: انگلیس، فرانسه و ایالات متحده) نمی‌دانست. همه ژنرال‌های مقیم یا ترور شدند یا به‌طور جدی برای ترور هدف قرار گرفتند.

## فهرست
1. شاهزاده ایتو هیروبومی[۱]
2. ویکنت Sone[۱]
3. ارتشبد ویکنت ترااوچی ماساتاکه[۱]

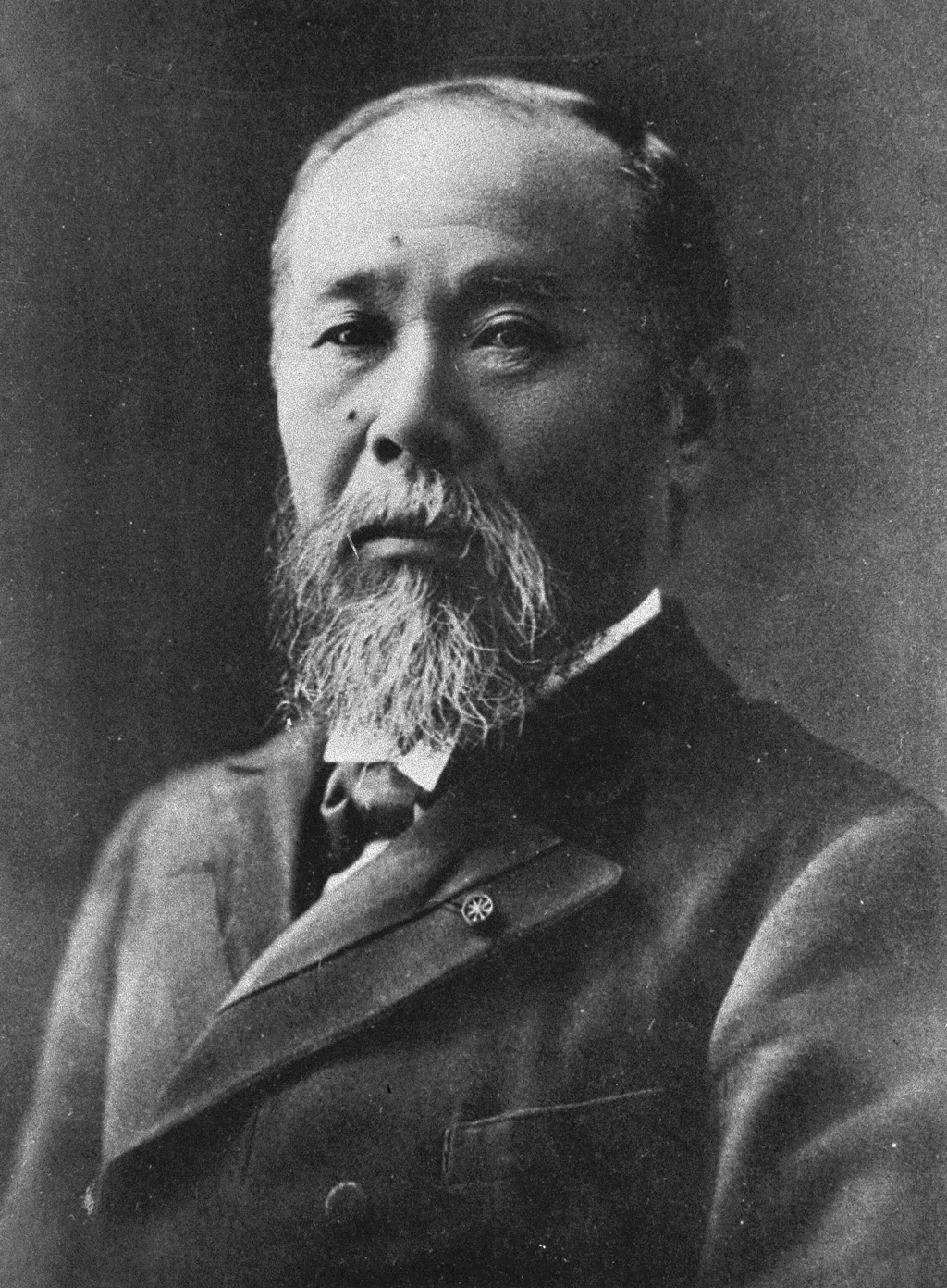
نخستین ژنرال مقیم شاهزاده ایتو هیروبومی،  شروع به کار در دسامبر ۲۱, ۱۹۰۵
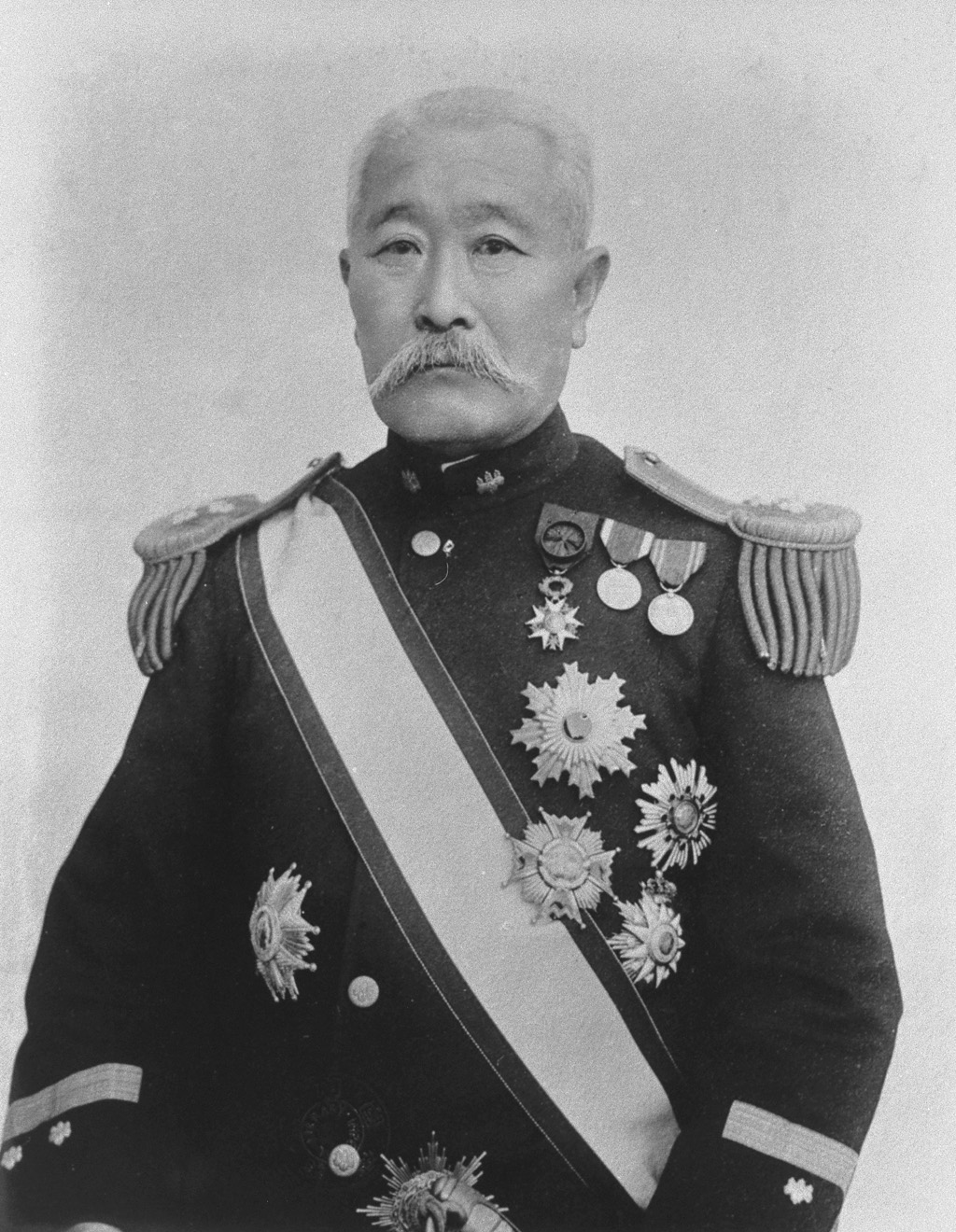
2nd ویکنت Sone Arasuke, شروع به کار ۱۴, ۱۹۰۹
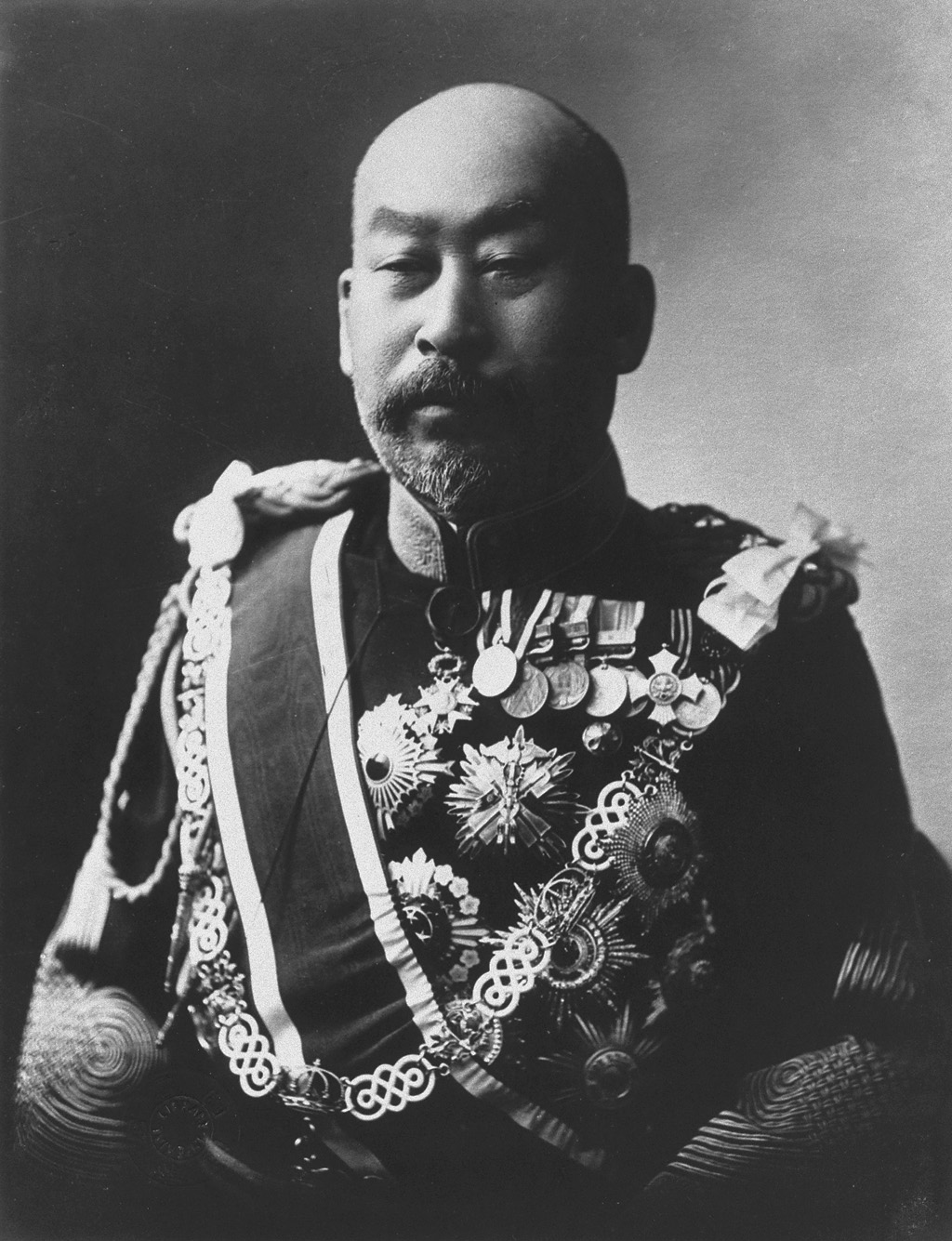
سومین ارتشبد ویکنت ترااوچی ماساتاکه،  منصوب در 1910 ۳۰ مه